# Dave Meltzer
David Allen „Dave” Meltzer (ur. 24 października 1959 w Nowym Jorku) – amerykański dziennikarz specjalizujący się w pisaniu o wrestlingu i MMA, twórca newslettera Wrestling Observer Newsletter oraz starszy redaktor sekcji poświęconej MMA w SB Nation. W przeszłości pracował też jako dziennikarz w gazecie Oakland Tribune, gazecie sportowej The National Sports Daily i dla internetowego portalu sportowego Yahoo Sports.
Jest uważany za jednego z pierwszych dziennikarzy zajmujących się wrestlingiem w ważniejszych publikacjach krajowych, pioniera w dziedzinie dziennikarstwa związanego z MMA oraz popularyzatora systemu oceniania walk za pomocą gwiazdek. W 2016 za swoje osiągnięcia otrzymał nagrodę Jim Melby Award.

## Życiorys
Urodził się 24 października 1959 w Nowym Jorku w żydowskiej rodzinie jako David Allen Meltzer. Od najmłodszych lat interesował się sportem. Oglądał wrestling i baseball i pisał o baseballu na maszynie do pisania w wieku przedszkolnym. W wieku 9 lat po raz pierwszy zobaczył walkę wrestlerską na żywo. Miało to miejsce w San Jose w Kalifornii. Od tego czasu zaczął robić zdjęcia i nagrywać proma wrestlerów na kasety magnetofonowe. W wieku 10 lat zaczął dystrybuować swoje nagrania i przez krótki czas prowadził amatorskie newslettery California Wrestling Report i Wrestling Gazette. Częste podróże z rodzicami wspomagały jego pasję, umożliwiając mu oglądanie na żywo wydarzeń różnych organizacji wrestlerskich.
W czasie studiów na wydziale dziennikarstwa uniwersytetu San José State University pisał artykuły dla Oakland Tribune. W 1979 stacja telewizyjna TBS zaczęła emitować walki wrestlingowe organizacji Georgia Championship Wrestling. Od 1980 Meltzer zaczął rejestrować te walki na swoim pierwszym magnetowidzie i rozprowadzał nagrania wśród fanów wraz z autorskimi reportażami i zestawieniami wyników walk. Sam otrzymywał kasety między innymi ze stanów środkowoatlantyckich i centralnych. W 1982 postanowił na podstawie swojej działalności założyć własny fachowy newsletter, który nazwał Wrestling Observer Newsletter. Tytuł inspirowany był częściowo nazwą brytyjskiego tygodnika The Observer.
Po ukończeniu studiów na San José State University Meltzer rozpoczął karierę w zawodzie, mimo to nie przerwał prowadzenia swojego newslettera, traktując to jako hobby. Pisząc o wrestlingu, inspirował się takimi ludźmi jak Larry Matysik, Bill Watts i Paul Boesch. Według Meltzera Wrestling Observer Newsletter miał być bardzo popularny wśród ludzi związanych zawodowo z wrestlingiem. Według jego szacunków subskrybowało go 2/3 osób związanych z Jim Crockett Promotions i Mid-South Wrestling, a także między 1/2 a 1/3 osób związanych z World Wrestling Federation. W 1986 całkowicie poświęcił się zawodowo wyłącznie prowadzeniem i rozwojem newslettera. Jedną z bardziej charakterystycznych elementów biuletynu było ocenianie walk za pomocą gwiazdek w skali od -5 do 5. Według Sports Illustrated Meltzer jest uważany za popularyzatora gwiazdkowego systemu oceniania walk we wrestlingu, chociaż sam Meltzer przyznawał, że inspirował się systemem Norma Dooleya.
W 1988 Meltzerem zainteresował się sześciokrotny zdobywca tytułu Amerykańskiego Dziennikarza Roku według National Sports Media Association, Frank Deford, który zaproponował mu pracę reportażysty zajmującego się wrestlingiem w początkującej wówczas gazecie The National Sports Daily. Meltzer uważał, że jego praca dla tej czasopisma pomogła mu w zdobyciu szerszego rozgłosu. Był z nią związany od 1989 do 1991. W 2007 Deford nazwał Meltzera najlepszym dziennikarzem sportowym w Stanach Zjednoczonych.
W latach 90. razem z Bryanem Alvarezem prowadził podcasty, które były udostępniane telefonicznie. Linia, dzięki której można ich było posłuchać nazywała się Wrestling Observer Hotline.
W 1993 napisał swój pierwszy reportaż o wydarzeniach Ultimate Fighting Championship (UFC), organizacji mieszanych sztuk walki (MMA). Jak sam przyznał, w latach 90. wrestling i MMA były ze sobą blisko związane w Japonii, więc chcąc pisać o japońskim wrestlingu, musiał również interesować się MMA, a kiedy zawodnicy UFC, tacy jak Ken Shamrock zaczęli występować w amerykańskiej organizacji wrestlerskiej WWF, postanowił pisać również o mieszanych sztukach walki w Stanach Zjednoczonych.
Między 1999 a 2001 Meltzer i Bryan Alvarez prowadzili podcast Wrestling Observer Live za pośrednictwem portalu streamingowego eYada.
W 2008 Meltzer prowadził już stronę internetową, newsletter i pracował dla sportowego portalu Yahoo Sports. 12 czerwca z powodu poczucia zbyt wielkiej presji, jak sam przyznał w jednym z wywiadów, postanowił połączyć swój newsletter z newsletterem Figure Four Weekly Bryana Alvareza.
W 2012 został redaktorem naczelnym nowo powstałej strony internetowej MMA Fighting, poświęconej mieszanym sztukom walki i podległej sieci portali sportowych SB Nation.
23 lipca 2016 otrzymał nagrodę Jim Melby Award przyznawaną przez George Tragos/Lou Thesz Professional Wrestling Hall of Fame i wręczaną związanym z wrestlingiem historykom i dziennikarzom.

## Krytyka
Meltzer przyznał w jednym z wywiadów, że był w przeszłości często krytykowany za ujawnianie sekretów związanych z wrestlingiem i jego funkcjonowaniem. Miał także otrzymywać groźby z tego powodu.
Po tym jak w 2010 Meltzer niepochlebnie odnosił się do organizacji Total Nonstop Action (TNA), związany z nią wrestler i menedżer Mick Foley napisał na stronie TNA zawierającą 4 442 słowa tyradę, w której skrytykował Meltzera i oskarżył jego czasopismo o czepialstwo oraz cynizm. Według niego narzekanie Meltzera na to, że trudno mu wczuć się w program, jest nieuzasadnione i prawdopodobnie wynika z tego, że w przeszłości dogłębnie analizował sekrety związane z wrestlingiem. Jeszcze w tym samym roku Mick Foley pogodził się z Dave'em Meltzerem i wystąpił gościnnie w jego podcascie.
W 2018 były promotor, wrestler i komentator Jerry Lawler w swoim podcascie Dinner with the King powiedział, że większość wrestlerów nie znosi Meltzera. Wyraził też opinię, że większość promotorów, z samym Lawlerem włącznie, uważało w przeszłości, że Meltzer szkodzi wrestlingowi, eksponując sekrety w czasach, kiedy kayfabe był powszechnie chroniony. Jeden z artykułów Meltzera z 1994 Lawler nazwał fałszywym, a źródła Meltzera nazwał idiotami, szpiegami i zdrajcami pracującymi dla WWE.
9 sierpnia 2018 w swoim podcascie wygłosił opinię, że WWE poddało wrestlerkę Peyton Royce transformacji, która miała uczynić ją atrakcyjniejszą, ale bez powodzenia. Dodał, że w NXT Royce wyglądała na lżejszą. Jego wypowiedź została odebrana jako seksistowska i skrytykowana przez inne osoby związane z wrestlingiem, takie jak Renee Young, Beth Phoenix, Eric Bischoff, Ember Moon i Seth Rollins. Dawniej Meltzer sam krytykował WWE za seksistowskie podejście do swoich zawodniczek. 15 sierpnia przyznał, że nie powinien był wygłaszać podobnych opinii i przeprosił.

## Życie prywatne
Mieszka w Campbell w stanie Kalifornia. Ożenił się w 2002 i w tym samym roku doczekał się syna, którego nazwał Cody. W 2010 urodziła mu się córka.